# The Outsider
The Outsider este un roman de groază al autorului american Stephen King, publicat la 22 mai 2018 de Scribner.

## Intrigă
În Flint City, Oklahoma, detectivul polițist Ralph Anderson îl arestează pe profesorul de sport foarte popular, Terry Maitland, în fața unei mulțimi de spectatori de baseball, acuzându-l de violarea, mutilarea și uciderea unui băiat de 11 ani. Maitland angajează pe prietenul său, avocatul Howie Gold, pentru a-l ajuta, dar Anderson are martori oculari și dovezi medico-legale clare care indică vinovăția sa. Între timp, reporterii o hărțuiesc pe soția lui Maitland, Marcy și pe cele două fiice ale sale, Sarah și Grace.
Procurorul districtului Samuels îi spune lui Anderson să distrugă alibiul lui Maitland pentru a face din acest caz unul ușor  și clar. Anderson descoperă însă că mai mulți martori oculari confirmă că Maitland a fost în afara orașului când a avut loc crima, la o conferință a  scriitorilor într-un oraș vecin. Filmările de securitate ale conferinței confirmă, de asemenea, alibiul lui Maitland. Anderson găsește o carte la magazinul de cadouri al centrului de conferințe pe care Maitland (sau doppelgangerul său) l-a atins și amprentele de pe carte sunt confirmate a fi ale lui Maitland. Samuels îl încurajează pe Anderson să distrugă această nouă dovadă, dar nu o face. În ciuda dovezilor că Maitland se afla în două locuri simultan, Anderson încă crede că Maitland l-a ucis pe băiat. Maitland este împușcat mortal în afara tribunalului de către fratele mai mare al victimei, care este ulterior împușcat și ucis de Anderson. Anderson este trimis în concediu administrativ, iar procurorul Samuels decide să nu mai candideze. 
Cu ajutorul investigatorului privat Holly Gibney, Anderson urmărește o serie de indicii care îi duce spre Marysville, Texas. Jack Hoskins, rivalul lui Anderson în aplicarea legii locale, este constrâns de Outsider (criminalul real) să-l omoare pe Anderson. The Outsider îi promite lui Hoskins că dacă îl va ucide pe Anderson va fi vindecat de cancerul său. Cu ajutorul unui număr de personaje, Anderson și Gibney descoperă că urmăresc un monstru real. Se duc să-l distrugă într-o peșteră uriașă din Marysville, unde doi copii au murit cu ani mai devreme. Holly lovește pe Outsider cu o șosetă umplut cu rulmenți cu bile, similar cu ceea ce l-a oprit pe Brady Hartsfield în Mr. Mercedes ). Acesta pare distrus. Procuratura organizează o conferință de presă în care Maitland este prezentat a fi nevinovat, cu probe ADN și dovada video care susțin alibiul lui Maitland.

### El Cuco
Investigatorul Holly Gibney (în seria TV, Cynthia Erivo) - care bănuiește că lucrul care ucide copii nu este om - este cel care crede că are de-a face cu El Cuco care se hrănește cu copii mici și cu suferințele pe care le provoacă familiei. 
În versiunea lui El Cuco din The Outsider  forma sa adevărată este descrisă ca fiind un corp din viermi care poate lua ADN-ul unei persoane și se poate transforma în ele - spre deosebire de formele din folclor: un dragon, cap de dovleac sau aligator-femeie.

## Informații generale
Romanul a fost menționat pentru prima dată într-un interviu pentru USA Today, pe 7 august 2017.  Coperta cărții a fost dezvăluită pentru prima dată pe 18 ianuarie 2018.  Un extras a fost publicat în numărul din 25 mai 2018 al revistei Entertainment Weekly . 

## Conexiuni cu celelalte lucrări ale lui King
Personajul Holly Gibney din trilogia  King's Bill Hodges ( Mr, Mercedes, Finders Keepers, End of Watch ) este un personaj principal al cărții. Romanul prezintă câteva evenimente din trilogia și urmările sale. 
Este menționat și conceptul „ka”, parte integrantă a seriei lui King, Turnul întunecat. 

## Primire
Web site-ul de recenzii Book Marks a raportat că 71% dintre critici au oferit cărții o recenzie „rave”, în timp ce ceilalți 29% dintre critici și-au exprimat impresii „pozitive”, pe baza unui eșantion de 14 recenzii. 

## Adaptare pentru televiziune
În iunie 2018, a fost anunțat că Media Rights Capital a ales  ca romanul să fie produs ca o miniserie cu 10 părți, cu scenariu de Richard Price și producătorii executivi Jack Bender și Marty Bowen.  Pe 3 decembrie 2018, a fost comandat de HBO, cu Ben Mendelsohn în rolul lui Ralph Anderson,  alături de Jason Bateman, Paddy Considine, Cynthia Erivo, Bill Camp și Mare Winningham . Julianne Nicholson, Yul Vázquez, Jeremy Bobb și Marc Menchaca în roluri principale, iar Hettienne Park și Michael Esper în roluri secundare. 